# 事實查核

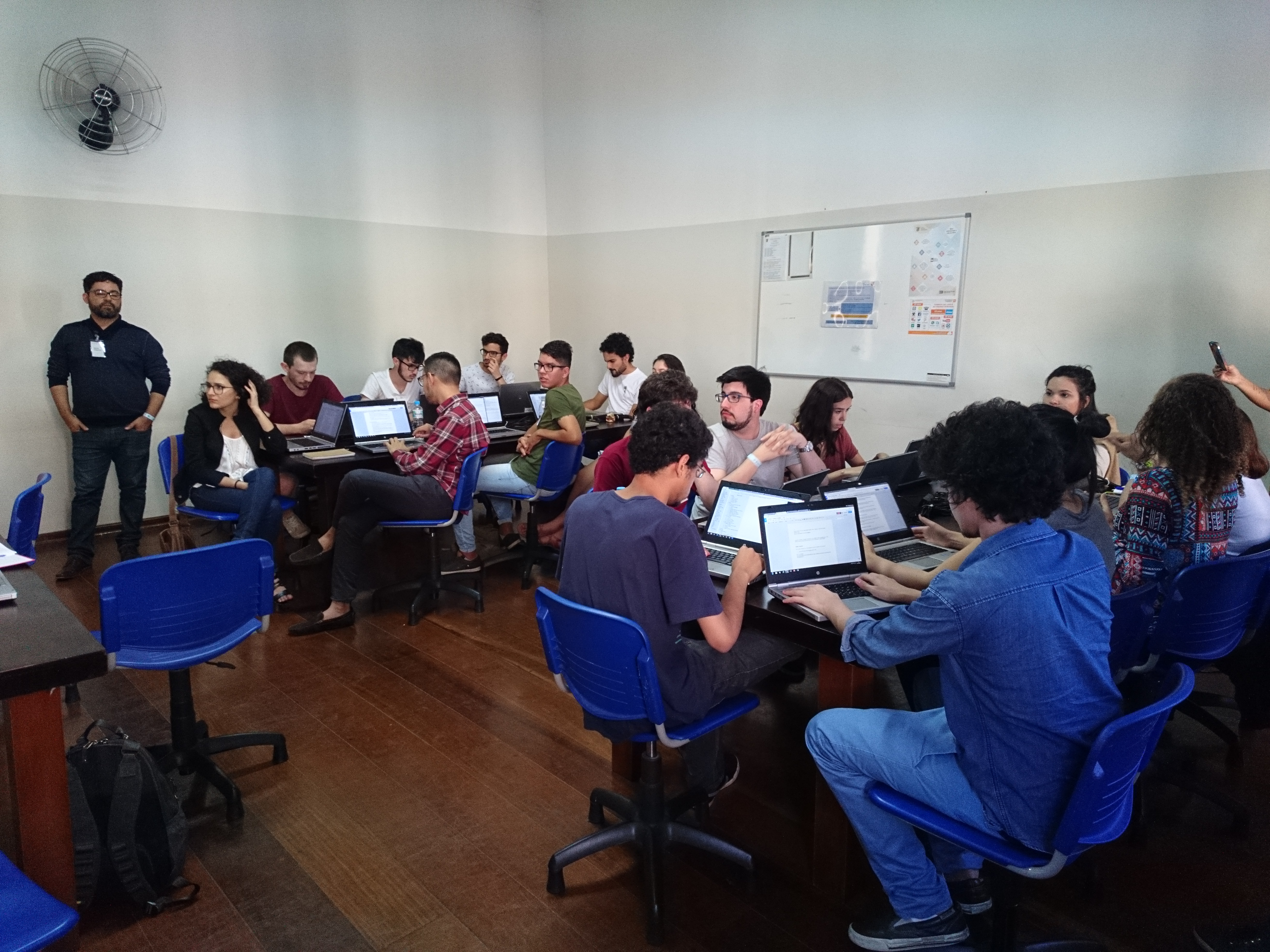
图为piauí GloboNews 新闻节期间的编辑和检查研讨会

事實查核（英語：Fact checking）是指針對非虛構作品中聲稱是事實的內容，為了確認真實性及正確性而進行確認。事實查核可能是在作品發布或是以其他方式公開之前進行查核，也可能是在作品發布後進行查核。
作品發布之前的事實查核，目的是為了避免錯誤，使作品得以發布（也有可能因為內容不實或不符合其他準則而不予發行）。作品發布後的事實查核多半會有一份有關不準確內容的文字報告，有時也會針對其不準確程度，由檢核單位以視覺化圖像的方式進行說明（例如华盛顿邮报Fact Checker提出的Pinocchios指數，或是PolitiFact的TRUTH-O-METER）。在信息时代，事后的事實查核已擴展到公開陳述、影音等來源。而事前的事實查核则多是為了對外出版，例如新聞媒體。

## 事後的事实核查
独立组织于2000年代初开始在外部进行「事後」的事实检查。在2010年代，特别是在唐纳·川普于2016年当选美国总统之後，事实核查得到了普及，並传播到了欧洲和拉丁美洲的多个国家。但是，美国仍然是事实检查的最大市场。

## 事實查核組織
國際
- 國際事實查核網絡（International Fact-Checking Network, IFCN）

美国
- 流言終結者[5]
- 自由亚洲电台（Radio Free Asia）- 事实查核主页

台灣
- 台灣事實查核中心[6] - IFCN認證成員
- MyGoPen （页面存档备份，存于） - IFCN認證成員
- LINE讯息查证 （页面存档备份，存于） - LINE台湾
- Cofacts 真的假的 （页面存档备份，存于）、英文版 （页面存档备份，存于）[7]

香港
- 求驗傳媒
- Annie Lab （页面存档备份，存于） - IFCN認證成員
- 傳真社（已停运）
- 事實查核實驗室 （页面存档备份，存于） - IFCN認證成員
- 浸大事實查核中心[8]
- 網路追追追[9]

中國大陸
- 有据 - 国际新闻事实核查 （页面存档备份，存于） [10][11]
- 澎湃新闻事实核查[12]、明查[13]
- 腾讯新闻 - 较真（2017年1月起）（页面存档备份，存于）
- 微信辟谣助手（微信小程序）
- 中国互联网联合辟谣平台
- 浙江媒体网站联合辟谣平台 （页面存档备份，存于）
- 科普中国-科学辟谣 （页面存档备份，存于）频道，中国科协主办

## 延伸閱讀
- The Poynter Institute's summary of research on fact-checking.
- Kessler, Glenn. . 華盛頓郵報. 2018-06-25  [2020-06-30]. （原始内容存档于2020-07-18）. （页面存档备份，存于）